# Поколюбичи
Поколюбичи (бел. Пакалю́бічы) — агрогородок в Гомельском районе Гомельской области Республики Беларусь. Административный центр Поколюбичского сельсовета.

## География

### Расположение
В 1 км на северо-восток от Гомеля.

## Гидрография
На востоке мелиоративные каналы. Расположено озеро Сетен (Засетин).

## Транспортная сеть
На автодороге Ветка — Гомель. Планировка состоит из 4 параллельных между собой улиц, ориентированных с юго-запада на северо-восток. К ним на севере присоединяются 2 параллельные между собой улицы. Застройка преимущественно деревянная усадебного типа.
Через Поколюбичи проходит автомобильная дорога Р-30.

## История
Обнаруженное археологами городище II-го века до нашей эры — II века нашей эры зарубинецкой культуры (в 2 км на запад от деревни) свидетельствует про заселение этих мест с давних времён. По письменным источникам известна с XVI века как деревня в Речицком повете Минского воеводства Великого княжества Литовского, на большаке Рогачёв — Гомель, во владении Чарторыйских.
После 1-го раздела Речи Посполитой (1772 год) в составе Российской империи. Входила в состав Богуславской экономии Гомельского поместья генерал-фельдмаршала графа П. А. Румянцева-Задунайского, потом — его сыновей. Для Румянцевых была местом летнего отдыха. В 1811 году построена кирпичная Никитинская церковь, с 1824 года действовала церковно-приходская школа, для которой в 1825 году построено собственное здание. В 1834 году владение фельдмаршала князя И. Ф. Паскевича. Была центром волости (до 9 мая 1923 года) в Белицком, с 1852 года Гомельском уезде Могилевской, с 26 апреля 1919 года Гомельской губернии. В состав волости в 1890 году входило 16 населённых пунктов с общим количеством 1611 дворов. С 1880 года действовал хлебозапасный магазин. В деревенском народном училище в 1889 году 60, в 1902 году — 90 учеников. На Минской выставке по садоводству и огородничеству школа в 1908 году получила похвальный лист. Тяжёлым для жителей был 1893 год, когда 20 июня сгорели 29 дворов. Согласно переписи 1897 года располагались: винная лавка, трактир. В 1909 году 2038 десятин земли, лечебный покой, мельница, при народном училище имелись пасека для обучения пчеловодству.
В 1926 году работали почтовый пункт, начальная школа, лавка. С 8 декабря 1926 года центр Поколюбичского сельсовета Гомельского района Гомельского округа (до 26 июля 1930 года), с 20 февраля 1938 года Гомельской области. В 1929 году организован колхоз «Красная Нива», работали торфодобывающая артель, кирпичный завод (1930 год), кузница (1931 год), ветряная мельница. В 1939 году к деревне присоединены посёлки Будёный и Соколин. Во время Великой Отечественной войны около деревни 13 — 19 августа 1941 года проходила линия обороны Гомеля, которую удерживали войска 21-й армии совместно с батальонами полка народного ополчения. Несколько раз деревня переходила из рук в руки. Немецкие оккупанты в октябре 1941 года сожгли деревню, а 6 ноября 1941 года убили 12 жителей (похоронены в могиле жертв фашизма около Дома культуры). Семья Г. П. Алексейченко спрятала у себя 12 раненых ополченцев, а после выздоровления вывела их в лес, к партизанам. Тяжёлые бои происходили 26 ноября 1943 года при освобождении деревни от оккупантов. Погибли 518 советских солдат (похоронены в братской могиле в центре). На фронтах и в партизанской борьбе погибли 294 жителя, в память о которых, в 1967 году, в сквере установлена скульптурная композиция и плита с именами павших. В 1959 году центр колхоза имени В. И. Ленина.
Расположены комбинат бытового обслуживания, мельница, средняя и музыкальная школы, Дом культуры, народный музей, библиотека, амбулатория, ветеринарный участок, отделение связи, 5 магазинов, баня, детский сад. Колхозный хор в 1986 году получил звание народного. Действует народный музей боевой и рабочей славы.
В состав Поколюбичского сельсовета входили в настоящее время не существующие посёлки Орёл, Соколин (до 1939 года), Громовой, Новики (до 1962 года), деревни Прудок, Якубовка (до 1957 года), городской посёлок Будёновский (до 1983 года), Маяк (до 1997 года).

## Население

### Численность
- 2021 год — 1057 хозяйств, 3204 жителя

### Динамика
- 1798 год — 443 жителя
- 1834 год — 168 дворов, 863 жителя
- 1897 год — 236 дворов, 1111 жителей (согласно переписи)
- 1909 год — 248 дворов, 1738 жителей
- 1926 год — 343 двора, 1813 жителей
- 1959 год — 2477 жителей (согласно переписи)
- 2004 год — 1057 хозяйств, 3204 жителя
- 2011 год — 5877 жителей
- 2024 год — 3032 жителя

## Культура
- Дом культуры
- Гомельский историко-краеведческий музей[2]. На территории музея расположена площадка с военной и сельскохозяйственной техникой прошлых лет
- Исторический музей ГУО «Поколюбичская средняя школа» (1995)

## Достопримечательность

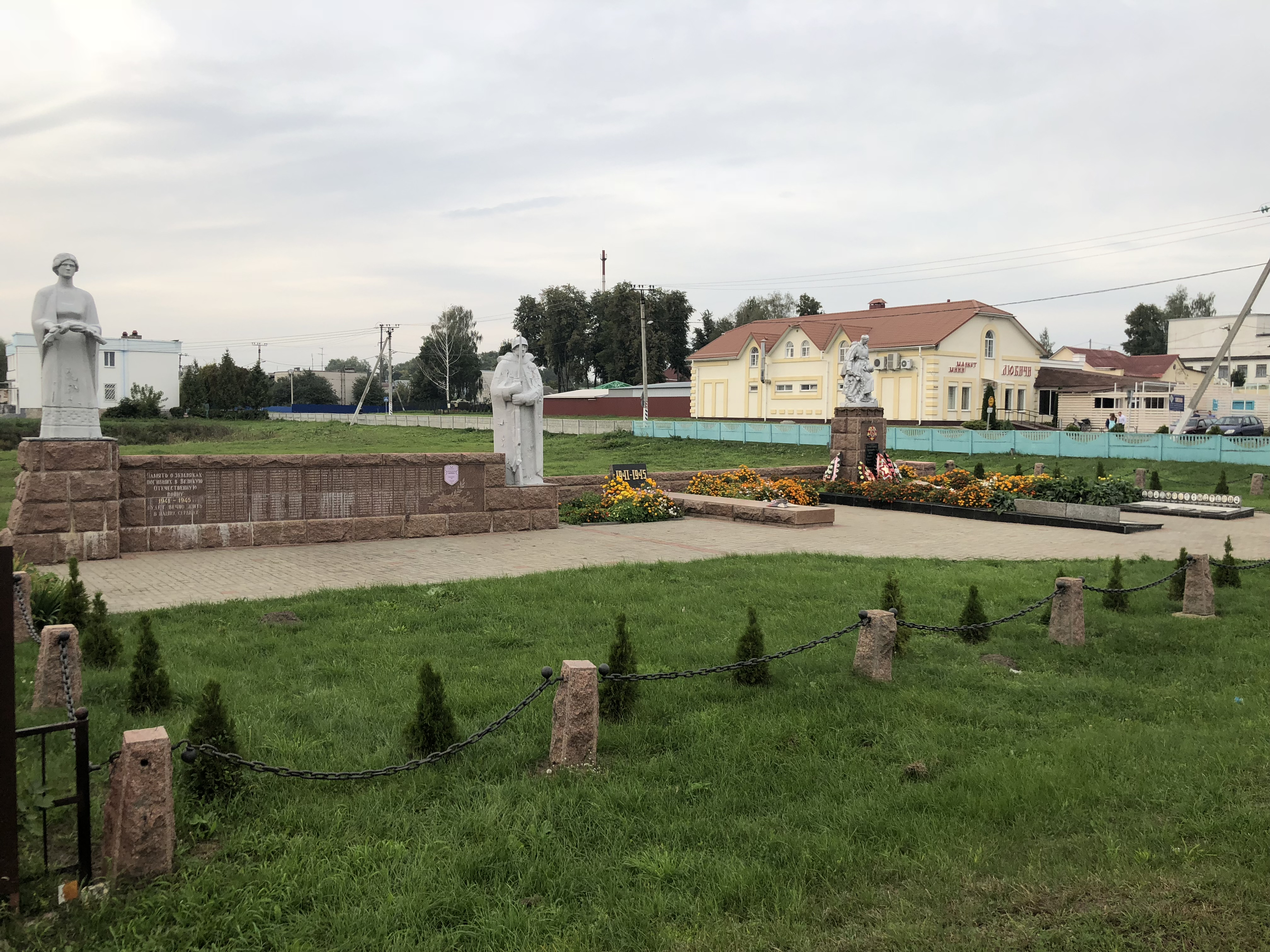
Памятник погибшим в Великой Отечественной войне

- Около Поколюбичи расположено городище зарубинецкой культуры
- Храм преподобного Никиты исповедника (1992)
- Аллея Дружбы[3]. Заложена 16 сентября 2023 года ко Дню народного единства

### Памятник, скульптура
- Памятник В. И. Ленину
- Братская могила советских воинов и партизан (1943)[4] —  Историко-культурная ценность Республики Беларусь, шифр 313Д000216
- Памятник защитникам Гомеля и землякам, погибшим в Великой Отечественной войне
- Мемориальная доска в честь писателя И. К. Серкова (2009).

## Известные уроженцы
- Иван Киреевич Серков — белорусский писатель